# Антагоністична гра
І́гри антагоністи́чні — ігри з двома гравцями, які мають прямо протилежні інтереси.

## Визначення
Формально, ця протилежність (антагоністичність), виявляється в тому, що при переході від однієї ситуації до іншої збільшення (зменшення) виграшу одного гравця тягне за собою зменшення (збільшення) виграшу іншого. Таким чином, сума виграшів гравців в будь-якій ситуації в антагоністичних іграх стала (зазвичай, можна вважати, що вона дорівнює нулю). Тому, антагоністичні ігри називають також іграми двох осіб з нульовою сумою (іноді — нульовими іграми).
Математичне визначення поняття антагоністичності (рівність за величиною і протилежність за знаком функцій виграшу гравців) є формальним поняттям, яке відрізняється від змістовного філософського поняття, але зберігає його основну рису — непримиренність протиріч.
Антагоністичні ігри в нормальній формі (дивіться Теорія ігор) задають системою Γ = <A, B, H>, де A, B — множини стратегій першого та другого гравців відповідно, H — функція з дійсними значеннями, визначена на всій множині ситуацій A × B, яка є функцією виграшу першого гравця (за визначенням, функція виграшу другого гравця дорівнює − H). Процес розігрування антагоністичних ігор полягає в виборі гравцями деяких своїх стратегій a ∈ A, b ∈ B, після чого перший гравець отримує від другого суму H(a, b).

## Стратегіїгравців в антагоністичних іграх
Розумна поведінка гравців в антагоністичних іграх відбувається на основі принципу максиміну. Якщо
{\displaystyle \max _{a\in A}\inf _{b\in B}H(a,b)=\min _{b\in B}\sup _{a\in A}H(a,b)}. (1)
Тоді в кожного гравця існують оптимальні стратегії, тобто, стратегії, на яких досягаються в (1) зовнішні екстремуми. Однак, навіть в найпростіших випадках рівність (1) може не мати місця. Наприклад, в матричній грі з матрицею
{\displaystyle {\begin{pmatrix}1&-1\\-1&1\end{pmatrix}}}
виявляється
{\displaystyle \max _{i}\min _{j}a_{ij}=-1,\quad \min _{j}\max _{i}a_{ij}=1}.
Для того, щоб забезпечити реалізованість принципу максиміна, множини стратегій гравців розширюють до множини змішаних стратегій, які полягають в випадковому виборі гравцями своїх початкових стратегій, які називаються чистими, а функція виграшу визначається як математичне сподівання виграшу в умовах застосування змішаних стратегій. В наведеному прикладі оптимальними змішаними стратегіями гравців є вибори гравцями обох своїх стратегій з ймовірностями 1/2, а значення гри дорівнює нулю.
Якщо множини A та B скінченні, то антагоністична гра називається матричною грою; для неї завжди існують оптимальні змішані стратегії у обох гравців. Якщо ж одна із множин A або B нескінченне, то антагоністична гра називається нескінченною.
Принцип максиміна для нескінченних антагоністичних ігор може здійснюватись (якщо рівність (1) не має місця) у вигляді рівності:
{\displaystyle \sup _{a\in A}\inf _{b\in B}H(a,b)=\inf _{b\in B}\sup _{a\in A}H(a,b)}.
В такому випадку оптимальною стратегією для гравців не існує, однак для будь-якого ε > 0 існують ε-оптимальні стратегії (тобто, стратегії, які забезпечують досягнення значення гри з заданою точністю ε) у обох гравців.
Якщо обидві множини A та B нескінченні, то оптимальні змішані стратегії (і навіть ε-оптимальні) не завжди існують. Наприклад, в грі з функцією виграшу
{\displaystyle H(a,b)={\begin{cases}1,&a>b\\0,&a=b\\-1,&a<b\end{cases}}},
де стратегіями гравців є множини натуральних чисел.

## Моделі антагоністичних ігор
Існує велика кількість явищ, для яких антагоністичні ігри є задовільною моделлю. До них належать деякі (але не всі) військові операції, спортивні і салонні ігри, прийняття ділових рішень в умовах конкуренції.
Прийняття рішень в умовах невизначеності, наприклад, ігри проти природи, можна також моделювати як антагоністичні ігри, припускаючи, що справжня, але невідома закономірність природи призводить до дій, найменш сприятливих для гравця. Це припущення не значить, однак, що природа наділена свідомістю, спрямованою проти людини.
В антагоністичних іграх, за визначенням, неможливі будь-які переговори і угоди між гравцями. Дійсно, якщо в результаті будь-яких переговорів або домовленостей один із гравців зумів би збільшити свій виграш на деяку величину, то виграш іншого гравця зменшився б на таку ж величину, тобто, для нього такі домовленості були б невигідними.